# Општина Тамасопо (Сан Луис Потоси)
Тамасопо (шп. Tamasopo) општина је у Мексику у савезној држави Сан Луис Потоси. Општина се налази на надморској висини од 359 м.

## Становништво
Према подацима из 2010. у општини је живело 28848 становника.

### Хронологија
| Година       | 2000                  | 2005                  | 2010                  |
| ------------ | --------------------- | --------------------- | --------------------- |
| Становништво | 27390 (13800 / 13590) | 26908 (13348 / 13560) | 28848 (14563 / 14285) |

### Попис
| \| \| м \| \| \| ж \| \| 0—2 \| 815 \| \| \| 833 \| \| 3—5 \| 875 \| \| \| 875 \| \| 6—11 \| 1.832 \| \| \| 1.829 \| \| 12—14 \| 952 \| \| \| 934 \| \| 15—17 \| 971 \| \| \| 919 \| \| 18—24 \| 1.665 \| \| \| 1.691 \| \| 60+ \| 1.907 \| \| \| 1.668 \| \| Просек : \| 29,5 \| \| \| 29,0 \| |       |  |  |       |
| |       |  |  |       |
| | м     |  |  | ж     |
| 0—2 | 815   |  |  | 833   |
| 3—5 | 875   |  |  | 875   |
| 6—11 | 1.832 |  |  | 1.829 |
| 12—14 | 952   |  |  | 934   |
| 15—17 | 971   |  |  | 919   |
| 18—24 | 1.665 |  |  | 1.691 |
| 60+ | 1.907 |  |  | 1.668 |
| Просек : | 29,5  |  |  | 29,0  |

| #   | Индикатор                                                                                        | Вредност |
| --- | ------------------------------------------------------------------------------------------------ | -------- |
| 1   | Становништво од 0 до 2 године                                                                    | 1648     |
| 2   | Мушко становништво од 0 до 2 године                                                              | 815      |
| 3   | Женско становништво од 0 до 2 године                                                             | 833      |
| 4   | Становништво са 3 и више година                                                                  | 26954    |
| 5   | Мушко становништво са 3 и више година                                                            | 13624    |
| 6   | Женско становништво са 3 и више година                                                           | 13330    |
| 7   | Становништво са 5 и више година                                                                  | 25815    |
| 8   | Мушко становништво са 5 и више година                                                            | 13059    |
| 9   | Женско становништво са 5 и више година                                                           | 12756    |
| 10  | Становништво са 12 и више година                                                                 | 21543    |
| 11  | Мушко становништво са 12 и више година                                                           | 10917    |
| 12  | Женско становништво са 12 и више година                                                          | 10626    |
| 13  | Становништво са 15 и више година                                                                 | 19657    |
| 14  | Мушко становништво са 15 и више година                                                           | 9965     |
| 15  | Женско становништво са 15 и више година                                                          | 9692     |
| 16  | Становништво са 18 и више година                                                                 | 17767    |
| 17  | Мушко становништво са 18 и више година                                                           | 8994     |
| 18  | Женско становништво са 18 и више година                                                          | 8773     |
| 19  | Становништво од 3 до 5 година                                                                    | 1750     |
| 20  | Мушко становништво од 3 до 5 година                                                              | 875      |
| 21  | Женско становништво од 3 до 5 година                                                             | 875      |
| 22  | Становништво од 6 до 11 година                                                                   | 3661     |
| 23  | Мушко становништво од 6 до 11 година                                                             | 1832     |
| 24  | Женско становништво од 6 до 11 година                                                            | 1829     |
| 25  | Становништво од 8 до 14 година                                                                   | 4439     |
| 26  | Мушко становништво од 8 до 14 година                                                             | 2223     |
| 27  | Женско становништво од 8 до 14 година                                                            | 2216     |
| 28  | Становништво од 12 до 14 година                                                                  | 1886     |
| 29  | Мушко становништво од 12 до 14 година                                                            | 952      |
| 30  | Женско становништво од 12 до 14 година                                                           | 934      |
| 31  | Становништво од 15 до 17 година                                                                  | 1890     |
| 32  | Мушко становништво од 15 до 17 година                                                            | 971      |
| 33  | Женско становништво од 15 до 17 година                                                           | 919      |
| 34  | Становништво од 18 до 24 године                                                                  | 3356     |
| 35  | Мушко становништво од 18 до 24 године                                                            | 1665     |
| 36  | Женско становништво од 18 до 24 године                                                           | 1691     |
| 37  | Женско становништво од 15 до 49 година                                                           | 6757     |
| 38  | Становништво са 60 и више година                                                                 | 3575     |
| 39  | Мушко становништво са 60 и више година                                                           | 1907     |
| 40  | Женско становништво са 60 и више година                                                          | 1668     |
| 41  | Однос између мушкараца и жена                                                                    | 101.95   |
| 42  | Становништво од нуле до 14 година                                                                | 8945     |
| 43  | Становништво од 15 до 64 године                                                                  | 17066    |
| 44  | Становништво од 65 година и више                                                                 | 2591     |
| 45  | Просечан број деце                                                                               | 3.11     |
| 46  | Становништво рођено у ентитету                                                                   | 26443    |
| 47  | Мушко становништво рођено у ентитету                                                             | 13386    |
| 48  | Женско становништво рођено у ентитету                                                            | 13057    |
| 49  | Становништво рођено у другом ентитету                                                            | 1846     |
| 50  | Мушко становништво рођено у другом ентитету                                                      | 901      |
| 51  | Женско становништво рођено у другом ентитету                                                     | 945      |
| 52  | Становништво од 5 година и више резидентно у ентитету у јуну 2005. године                        | 24551    |
| 53  | Мушко становништво старосног доба од 5 година и више, резидентно у ентитету у јуну 2005. године  | 12232    |
| 54  | Женско становништво старосног доба од 5 и више година, резидентно у ентитету у јуну 2005. године | 12319    |
| 55  | Становништво од 5 година и више које је живело у другом ентитету у јуну 2005. године             | 356      |
| 56  | Мушко становништво старије од 5 година које је живело у другом ентитету у јуну 2005. године      | 163      |
| 57  | Женско становништво старије од 5 година које је живело у другом ентитету у јуну 2005. године     | 193      |
| 58  | Становништво од 3 године и више које говори аутохтони језик                                      | 3501     |
| 59  | Мушко становништво старо 3 године и више које говори аутохтони језик                             | 1831     |
| 60  | Женско становништво старо 3 године и више које говори аутохтони језик                            | 1670     |
| 61  | Становништво од 3 године и више које говори аутохтони језик и не говори шпански језик            | 252      |
| 62  | Мушко становништво старо 3 године и више које говори аутохтони језик и не говори шпански         | 108      |
| 63  | Женско становништво старо 3 године и више које говори аутохтони језик и не говори шпански језик  | 144      |
| 64  | Становништво старо 3 године и више које говори аутохтони језик и шпански                         | 3179     |
| 65  | Мушко становништво старо 3 године и више које говори аутохтони језик и шпански                   | 1682     |
| 66  | Женско становништво старо 3 године и више које говори аутохтони језик и шпански                  | 1497     |
| 67  | Становништво од 5 година и више које говори аутохтони језик                                      | 3333     |
| 68  | Становништво од 5 година и више које говори аутохтони језик и не говори шпански језик            | 199      |
| 69  | Становништво од 5 година и више које говори аутохтони језик и говори шпански језик               | 3069     |
| 70  | Становништво у домородачким домаћинствима                                                        | 4723     |
| 71  | Становништво са ограничењима у активностима                                                      | 2120     |
| 72  | Становништво са ограниченим ходањем или кретањем, горе или доле                                  | 1159     |
| 73  | Становници са ограничењима вида, чак и уз кориштење сочива                                       | 643      |
| 74  | Становништво са ограничењима говора, комуникације или конверзације                               | 196      |
| 75  | Становништво са ограниченим слухом                                                               | 298      |
| 76  | Становништво са ограничењима при одевању, купању или јелу                                        | 120      |
| 77  | Становништво са ограничењима у опажању или учењу једноставних ствари                             | 148      |
| 78  | Становништво са менталним ограничењима                                                           | 192      |
| 79  | Становништво без ограничења активности                                                           | 26336    |
| 80  | Становништво од 3 до 5 година које не похађа школу                                               | 584      |
| 81  | Мушко становништво од 3 до 5 година које не похађа школу                                         | 282      |
| 82  | Женско становништво од 3 до 5 година које не похађа школу                                        | 302      |
| 83  | Становништво од 6 до 11 година које не похађа школу                                              | 132      |
| 84  | Мушко становништво од 6 до 11 година које не похађа школу                                        | 67       |
| 85  | Женско становништво од 6 до 11 година које не похађа школу                                       | 65       |
| 86  | Становништво од 12 до 14 година које не похађа школу                                             | 199      |
| 87  | Мушко становништво од 12 до 14 година које не похађа школу                                       | 120      |
| 88  | Женско становништво од 12 до 14 година које не похађа школу                                      | 79       |
| 89  | Становништво од 15 до 17 година похађа школу                                                     | 1060     |
| 90  | Мушко становништво од 15 до 17 година похађа школу                                               | 510      |
| 91  | Женско становништво између 15 и 17 година живота у школи                                         | 550      |
| 92  | Становништво од 18 до 24 године похађа школу                                                     | 409      |
| 93  | Мушко становништво од 18 до 24 године похађа школу                                               | 188      |
| 94  | Женско становништво од 18 до 24 године похађа школу                                              | 221      |
| 95  | Становништво од 8 до 14 година које не може да чита и пише                                       | 259      |
| 96  | Мушко становништво старосног доба од 8 до 14 година које не може да чита и пише                  | 153      |
| 97  | Женско становништво старосног доби од 8 до 14 година које не може да чита и пише                 | 106      |
| 98  | Становништво од 15 година и више које је неписмено                                               | 2833     |
| 99  | Мушко становништво од 15 година и више које је неписмено                                         | 1369     |
| 100 | Женско становништво од 15 година и више које је неписмено                                        | 1464     |
| 101 | Становништво старо 15 и више година без школовања                                                | 2948     |
| 102 | Мушко становништво старо 15 и више година без школовања                                          | 1528     |
| 103 | Женско становништво старо 15 и више година без школовања                                         | 1420     |
| 104 | Становништво старосног доба 15 и више година са непотпуним основним образовањем                  | 4516     |
| 105 | Мушко становништво старосног доба од 15 година и више са непотпуном основним образовањем         | 2441     |
| 106 | Женско становништво старосног доба 15 и више година са непотпуном основним образовањем           | 2075     |
| 107 | Становништво старо 15 и више година са комплетним основним образовањем                           | 3669     |
| 108 | Мушко становништво старо 15 година и више са комплетним основним образовањем                     | 1868     |
| 109 | Женско становништво старо 15 и више година са комплетним основним образовањем                    | 1801     |
| 110 | Становништво старосног доба 15 и више година са непотпуним средњим образовањем                   | 1246     |
| 111 | Мушко становништво старосног доба од 15 година и више са непотпуним средњим образовањем          | 655      |
| 112 | Женско становништво старосног доба од 15 година и више са непотпуним средњим образовањем         | 591      |
| 113 | Становништво старо 15 и више година са пуним секундарном образовањем                             | 3882     |
| 114 | Мушко становништво старосног доба од 15 година и више са пуним секундарном образовањем           | 1951     |
| 115 | Женско становништво старосног доба од 15 година и више са пуним секундарном образовањем          | 1931     |
| 116 | Становништво старије од 18 година са постосновним образовањем                                    | 2868     |
| 117 | Мушко становништво старије од 18 година са постосновним образовањем                              | 1315     |
| 118 | Женско становништво старије од 18 година са постосновним образовањем                             | 1553     |
| 119 | Просечна оцена школовања                                                                         | 6.14     |
| 120 | Просечан ниво образовања мушке популације                                                        | 5.96     |
| 121 | Просечан ниво образовања женског становништва                                                    | 6.33     |
| 122 | Економски активно становништво                                                                   | 9752     |
| 123 | Економски активна мушка популација                                                               | 8049     |
| 124 | Економски активна женска популација                                                              | 1703     |
| 125 | Становништво које није економски активно                                                         | 11668    |
| 126 | Мушко становништво које није економски активно                                                   | 2779     |
| 127 | Женско становништво које није економски активно                                                  | 8889     |
| 128 | Запослено становништво                                                                           | 9251     |
| 129 | Запослено мушко становништво                                                                     | 7567     |
| 130 | Запослено женско становништво                                                                    | 1684     |
| 131 | Незапослена популација                                                                           | 501      |
| 132 | Незапослена мушка популација                                                                     | 482      |
| 133 | Незапослена женска популација                                                                    | 19       |
| 134 | Становништво без права на здравствене услуге                                                     | 8463     |
| 135 | Становништво које има право на здравствене услуге                                                | 20090    |
| 136 | Становништво које има право на ИМСС                                                              | 8210     |
| 137 | Становништво које има право на социјално осигурање                                               | 782      |
| 138 | Становништво које има право на државно социјално осигурање                                       | 10       |
| 139 | Становништво које има право на опште осигурање или здравствено осигурање за нову генерацију      | 10986    |
| 140 | Становништво које је било једном или није било у браку током 12 година и више                    | 7413     |
| 141 | Венчано или уједињено становништво од 12 година и више                                           | 12016    |
| 142 | Становништво које је било у браку или уједињено 12 година и више                                 | 2077     |
| 143 | Становништво са католичком религијом                                                             | 26074    |
| 144 | Протестанти, еванђелисти и библијски следбеници различити од еванђелиста                         | 1597     |
| 145 | Становништво са другим религијама различитим од претходних                                       | 0        |
| 146 | Становништво без религије                                                                        | 696      |
| 147 | Укупно пописаних домаћинства                                                                     | 7367     |
| 148 | Пописна домаћинства на челу са мушкарцима                                                        | 5890     |
| 149 | Пописна домаћинства на челу са женама                                                            | 1477     |
| 150 | Становништво у пописним домаћинствима                                                            | 28566    |
| 151 | Становништво у пописним домаћинствима на челу са мушкарцима                                      | 23869    |
| 152 | Становништво у пописним домаћинствима на челу са женама                                          | 4697     |
| 153 | Укупно домаћинстава                                                                              | 9009     |
| 154 | Укупно насељених домаћинстава                                                                    | 7449     |
| 155 | Укупно приватних кућа                                                                            | 8927     |
| 156 | Насељени приватни домови                                                                         | 7367     |
| 157 | Укупно насељених приватних кућа                                                                  | 7446     |
| 158 | Ненасељене приватне куће                                                                         | 1170     |
| 159 | Појединачна домаћинства за привремену употребу                                                   | 390      |
| 160 | Становници у насељеним приватним кућама                                                          | 28566    |
| 161 | Насељеност станара у приватним становима                                                         | 3.88     |
| 162 | Просечно становника по соби у приватним насељеним домаћинствима                                  | 1.24     |
| 163 | Појединачна домаћинства са подовима од различитих материјала од земље                            | 6289     |
| 164 | Појединачна домаћинства у приземљу                                                               | 1049     |
| 165 | Појединачна домаћинства са једном спаваћом собом                                                 | 3355     |
| 166 | Појединачна домаћинства са две спаваће собе и више                                               | 3987     |
| 167 | Појединачна домаћинства са једним собом                                                          | 804      |
| 168 | Појединачна домаћинства са две собе                                                              | 1886     |
| 169 | Појединачна домаћинства са 3 собе и више                                                         | 4652     |
| 170 | Појединачна домаћинства која имају електрично светло                                             | 6508     |
| 171 | Појединачна домаћинства која немају електрично светло                                            | 841      |
| 172 | Појединачна домаћинства која имају водоводну воду у стамбеном простору                           | 4581     |
| 173 | Појединачна домаћинства која немају водоводну воду у стамбеном простору                          | 2741     |
| 174 | Појединачна домаћинства која имају тоалет                                                        | 6721     |
| 175 | Појединачна домаћинства која имају канализацију                                                  | 4971     |
| 176 | Појединачна домаћинства која немају канализацију                                                 | 2283     |
| 177 | Појединачна домаћинства која имају електрично светло, довод воде из јавне мреже и канализацију   | 3669     |
| 178 | Појединачна домаћинства без икаквих услова                                                       | 824      |
| 179 | Појединачна домаћинства која имају радио                                                         | 4468     |
| 180 | Појединачна домаћинства која имају телевизор                                                     | 5408     |
| 181 | Појединачна домаћинства која имају фрижидер                                                      | 4866     |
| 182 | Појединачна домаћинства која имају машину за веш                                                 | 4255     |
| 183 | Појединачна домаћинства која имају аутомобил или комби                                           | 2559     |
| 184 | Појединачна домаћинства која имају рачунар                                                       | 619      |
| 185 | Појединачна домаћинства која имају фиксну телефонску линију                                      | 1349     |
| 186 | Појединачна домаћинства која имају мобилни телефон                                               | 1420     |
| 187 | Појединачна домаћинства која имају приступ интернету                                             | 336      |